# Пимен Постник (в Дальних пещерах)
Пимен Постник и игумен Печерский — жил в конце XI-начале XII века, преподобный, архимандрит, игумен Киево-Печерского монастыря.

## Житие
Преподобный Пимен жил в XII ст. и подвизался в Киево-Печерском монастыре при игумене Никоне и Иоанне. Он стяжал такую благодать от Бога, что мог вкушать пищу один раз в неделю, и в небольшом количестве, при этом он исправно исполнял монастырское послушание и никогда не ослабевал от трудов и поста. Днем святой молол муку в жерновах, на себе носил дрова для братии, а ночи проводил в усердной молитве, за такие подвиги, он был удостоен от Бога вечного Блаженства.
Мощи святого Пимена постника почивают в Дальних пещерах Киево-Печерской Лавры.
День памяти святого 8/21 мая.
Архиепископ Филарет (Гумилевский) указывает, что прп. Пимен был игуменом Киево-Печерского Монастыря с 1132 по 1141 год . Так же он пишет, что не следует путать житие прп. Пимена постника и игумена Печерского почивающего в Дальних пещерах с прп. Пименом Постником из Ближних пещер и прп. Пименом Многоболезненным.